# Lollepot
Dit overzicht is mogelijk incompleet; u kunt helpen door het uit te breiden.
Een lollepot was een stenen vuurpot die vrouwen in de 17e en 18e eeuw gebruikten om hun benen en onderlichaam te verwarmen. De vrouw plaatste de pot onder haar rok, die vaak tot de grond reikte, zodat de warmte goed behouden bleef. Ook werden ze wel gebruikt om hele ruimtes te verwarmen, hoewel haarden en kachels efficienter waren.
Brandwonden door foutief gebruik kwamen niet zelden voor. De lange rokken waren vaak van brandbaar materiaal, en wanneer die te dicht op de gloeiende kolen lagen of bij vonken, kon een rok razendsnel in brand vliegen. Een ander gevaar, vooral in kleine ruimtes, was koolmonoxidevergiftiging. 
In diverse volksliedjes en gedichten werd aan de lollepot ook een seksuele betekenis toegeschreven. Verder is lollepot een Bargoens woord voor lesbienne; hier komt ook het woord pot voor een lesbienne vandaan.